# أم عدسة عجمي
أم عدسة عجمي  قرية سوريّة تتبع إداريّاً لمحافظة حلب منطقة الباب ناحية عريمة، بلغ تعداد سكانها 675 نسمة حسب التعداد السكاني لعام 2004.